# Сборная Макао по футболу
Сборная Макао по футболу (кит. 澳門足球代表隊; порт. Selecção Macaense de Futebol) представляет специальный административный район КНР Макао
на международных соревнованиях. Сборная управляется Ассоциацией футбола Макао.
Сборная Макао имеет один из самых низких рейтингов среди членов ФИФА.
Национальная команда Макао никогда не отбиралась на Кубок Азии и чемпионат Восточной Азии.
В 2006 году сборная Макао квалифицировалась на Кубок вызова АФК, результатом выступления в группе оказались одна ничья и два поражения.

## Тренеры
−1999  Лянь Цзяньбо 

2000-02  Эйдзи Уэда 

2003-04  Масатака Имаи 

2005  Гужэнь Гуан 

2006-07  Масанага Кагеяма 

2008-14  Леун Суи Вин 

2015—2017  Там Яо Сан 

2017-2018  Чань Хиу Мин 

2018—2019  Ин Чу Юн 

2020—н.в.  Лазару Оливейра 

## Выступления на соревнованиях

### Чемпионат мира
- С 1930 по 1978 — не принимала участия
- 1982 — не прошла квалификацию
- 1986 — не прошла квалификацию
- 1990 — не принимала участия
- С 1994 по 2026 — не прошла квалификацию

### Кубок Азии
- С 1956 по 1976 — не принимала участия
- 1980 — не прошла квалификацию
- 1984 — не принимала участия
- 1988 — не принимала участия
- С 1992 по 2004 — не прошла квалификацию
- 2007 — не принимала участия
- 2011 — 2027 — не прошла квалификацию

### Кубок Восточной Азии
- 2003 — не прошла квалификацию (3 место в квалификационной группе)
- 2005 — не принимала участия
- 2008 — не прошла квалификацию (4 место в квалификационной группе)
- 2010 — не прошла квалификацию (3 место в квалификационной группе)
- 2013 — не прошла квалификацию (2 место в квалификационной группе)
- 2015 — не прошла квалификацию (2 место в квалификационной группе)
- 2017 — не прошла квалификацию (3 место в квалификационной группе)

### Кубок вызова АФК
- 2006 — 4 место в группе
- 2008 — не прошла квалификацию
- 2010 — не прошла квалификацию
- 2012 — не прошла квалификацию
- 2014 — не прошла квалификацию

### Кубок солидарности АФК
- 2016 — финалист